# 167960 Rudzikas
167960 Rudzikas este un asteroid din centura principală de asteroizi.

## Descriere
167960 Rudzikas este un asteroid din centura principală de asteroizi. A fost descoperit pe 13 martie 2005 la Moletai de Kazimieras Černis și Justas Zdanavičius. Asteroidul prezintă o orbită caracterizată de o semiaxă mare de 3,00 ua, o excentricitate de 0,08 și o înclinație de 9,8° în raport cu ecliptica.